# Horisme decreta
Horisme decreta là một loài bướm đêm trong họ Geometridae.